# صلاح صادق
صلاح صادق ممثل مصري، بدأ مشواره الفني خلال النصف الثاني من السبعينيات، وهو ممثل تليفزيوني عمل بالسينما، وأدى أدوارًا ثانوية مساعدة عديدة، انحصرت غالبًا في أدوار: العسكري، الشاويش، المُخبر، صبي القهوة، والبواب. ثم اعتزل التمثيل وأصبح داعيةً إسلاميًا.

## أعماله

### مسلسلات
- عائلة الأستاذ شلش عام 1985
- بلاغ النائب العام (1986)
- البشاير عام 1987
- مذكرات زوج عام 1990[2]

### أفلام
- 1986: آه يا بلد آه
- رجب فوق صفيح ساخن عام 1979
- 1983: دعوة للزواج
- شارع السد عام 1986
- المولد عام 1989
- زوجتي والذئب عام 1992
- الشرسة عام 1993
- البيه البواب عام 1987.[2]